# Dendrobeania lamellosa
Dendrobeania lamellosa är en mossdjursart som beskrevs av Ferdinand Canu och Ray Smith Bassler 1928. Dendrobeania lamellosa ingår i släktet Dendrobeania och familjen Bugulidae.
Artens utbredningsområde är Mexikanska golfen. Inga underarter finns listade i Catalogue of Life.